# طائر نوء أبيض البطن
طائر نوء أبيض البطن (الاسم العلمي: Fregetta  grallaria) (بالإنجليزية: White-bellied  Storm  Petrel)‏ هو طائر ينتمي إلى طيور النوء (فصيلة: Hydrobatidae).